# Dale Oliver
Dale Byron Oliver (1970) è un compositore e musicista statunitense che lavora per la Total Nonstop Action Wrestling (TNA). Componente e chitarrista della band BackHawk (genere country) compone molti dei temi musicali utilizzati nel wrestling professionale.

## Carriera

### Composizioni musicali per TNA
Dal 2003 Oliver scrive, registra e produce esclusivamente temi musicali per conto di TNA Wrestling esattamente come fecero Jim Johnston per la WWE, Harry Slash per la ECW e Jimmy Hart (WWF e WCW) prima di lui e per la stessa TNA, Oliver ha composto la maggior parte dei temi musicali che hanno accompagnato i suoi maggiori eventi.
Nel 2010 Oliver ha collaborato anche con Jeff Hardy e la sua band (Peroxwhy?gen) nella composizione di due brani musicali. La prima corrisponde ad un remix della canzone Modest di Hardy e la seconda è del brano Another che Hardy utilizza come sua musica d'ingresso sul ring.
Nel 2011 Oliver incomincia un'ulteriore collaborazione con Hardy lavorando su "Resurrected", una traccia musicale annunciata da Hardy sulla sua pagina di Twitter e che in seguito ha utilizzato come sua musica d'ingresso durante l'evento pay-per-view Bound for Glory del 16 ottobre 2011.
Sempre in collaborazione con Hardy ha scritto un album intitolato Similar Creatures EP che comprende tutte le theme usate da Jeff in TNA insieme ad altri brani. L'album è stato pubblicato il 15 dicembre 2012.

## Discografia
TNA Ha pubblicato cinque album contenenti i lavori musicali di Oliver.
- NWA: TNA The Music, Vol. 1 (2003)
- NWA: TNA The Music, Vol. 2 (2003)
- 3rd Degree Burns: The Music of TNA Wrestling Vol. I (21 novembre 2006)
- Meltdown: The Music of TNA Wrestling Vol. 2 (20 novembre 2007)
- Emergence: The Music of TNA Wrestling (12 novembre 2009)